# Saccopodium gracile
Saccopodium gracile är en svampart som beskrevs av Sorokin 1877. Saccopodium gracile ingår i släktet Saccopodium och familjen Cladochytriaceae.   Inga underarter finns listade i Catalogue of Life.